# Aeropuerto de Roma-Fiumicino

Mapa del Aeropuerto

El Aeropuerto de Roma-Fiumicino, con nombre oficial Aeropuerto Internacional Leonardo da Vinci del (del italiano: Aeroporto Leonardo da Vinci di Roma–Fiumicino) (IATA: FCO, OACI: LIRF), es un aeropuerto internacional en Fiumicino, Italia, que sirve a Roma. Es el aeropuerto con más tráfico del país, el noveno aeropuerto con más tráfico de Europa y el 46.º aeropuerto con más tráfico del mundo, con más de 40.5 millones de pasajeros atendidos en 2023. Cubre un área de 16 kilómetros cuadrados.
Fiumicino es el centro principal de operaciones de ITA Airways, la aerolínea bandera italiana y la aerolínea más grande del país. Anteriormente fue el centro de operaciones de Alitalia, la aerolínea extinta que era la más grande de Italia. También es una base operativa para varias otras aerolíneas, como Neos, AeroItalia, Ryanair, Vueling y Wizz Air.
Inaugurado en 1961, se encuentra en Fiumicino, a 30 kilómetros al sur de Roma, y lleva el nombre del erudito italiano Leonardo da Vinci (1452-1519). En el interior del aeropuerto se exhiben reproducciones de algunas de sus obras e inventos más famosos.

## Terminales

### Descripción general
A partir de 2021, tras importantes obras de ampliación y remodelación, el aeropuerto cuenta ahora con dos terminales:
- Terminal 1 (Puertas A1–A83),[6] base de operaciones de ITA Airways
- Terminal 3 (Puertas E1–E52)[6] es la terminal más grande. También incorpora la antigua Terminal 5, así como el edificio satélite para salidas no Schengen. En los últimos años se ha construido una nueva sala central en el lado aire como parte central.

### Desarrollo
Las terminales se modernizaron durante los años 1990 y 2000. En 1991, se inauguró la Sala A para vuelos nacionales con 12 puertas, seguido en 1995 por la Sala B internacional con 10 puertas y en 1999 la Sala internacional Satélite C con 14 puertas. En 2000, se inauguró la nueva Terminal A doméstica y se reorganizaron los edificios de la terminal, que entonces consistían en la Terminal A (con Sala A), la Terminal AA, la Terminal B (con Sala B) y la Terminal C (con Satélite C).
En 2004 se añadió la terminal Cargo City, mientras que en 2008 se abrieron los mostradores de facturación de Northwest Airlines, Delta Air Lines, Continental Airlines, United Airlines, US Airways, American Airlines y El Al en la Terminal 5, y los pasajeros eran trasladados en autobús a lo que entonces se llamaba Satélite C.
En 2009, las terminales cambiaron de nombre. La Terminal A pasó a llamarse Terminal 1, la Terminal AA pasó a llamarse T2, las Terminales B y C se fusionaron en la Terminal 3 y la Terminal 5 permaneció sin cambios.
En enero de 2017, la Terminal 5 se cerró por reformas; actualmente se está construyendo una nueva sala central del lado aire en la sección media. La antigua Terminal 2 cerró de forma permanente el 15 de diciembre de 2017 para dar paso a la ampliación al noroeste de la Terminal 1. Se ha construido una nueva zona de embarque y espera de tres plantas, así como una nueva Sala A con 13 puertas de embarque y 10 puertas remotas.
Del 17 de marzo de 2020 al 6 de agosto de 2021, la Terminal 1 estuvo cerrada debido a la disminución del tráfico de pasajeros en medio de la pandemia de COVID-19; esta pausa se aprovechó para realizar un rediseño del diseño del vestíbulo principal, lo que aumentó el espacio disponible para pasajeros.
Los planes futuros incluyen una nueva Terminal 4, la ampliación de las pistas y nuevos edificios para aparcamiento, servicios e instalaciones aeroportuarias.

### SkyBridge
Un transportador automatizado de personas (APM) llamado SkyBridge (Innovia APM 100) se inauguró en 1999 junto con el Satélite C. Consta de dos estaciones, una en el tercer piso de la Terminal 3 y otra en el segundo piso de la zona de puertas E31–44. Este tren lanzadera es el único medio de transporte para pasajeros entre las dos secciones de la terminal. El servicio en dirección oeste, desde la T3 hasta las puertas E31–44, es solo para pasajeros que salen, mientras que el servicio en dirección este es solo para pasajeros que llegan. Los pasajeros que llegan no pueden tomar el tren de regreso, ya que deben pasar por un control de seguridad de transferencia para volver a ingresar al área de salidas. Asimismo, los pasajeros que salen no pueden tomar el tren de regreso a la Terminal 3.

## Aerolíneas y destinos

### Destinos nacionales

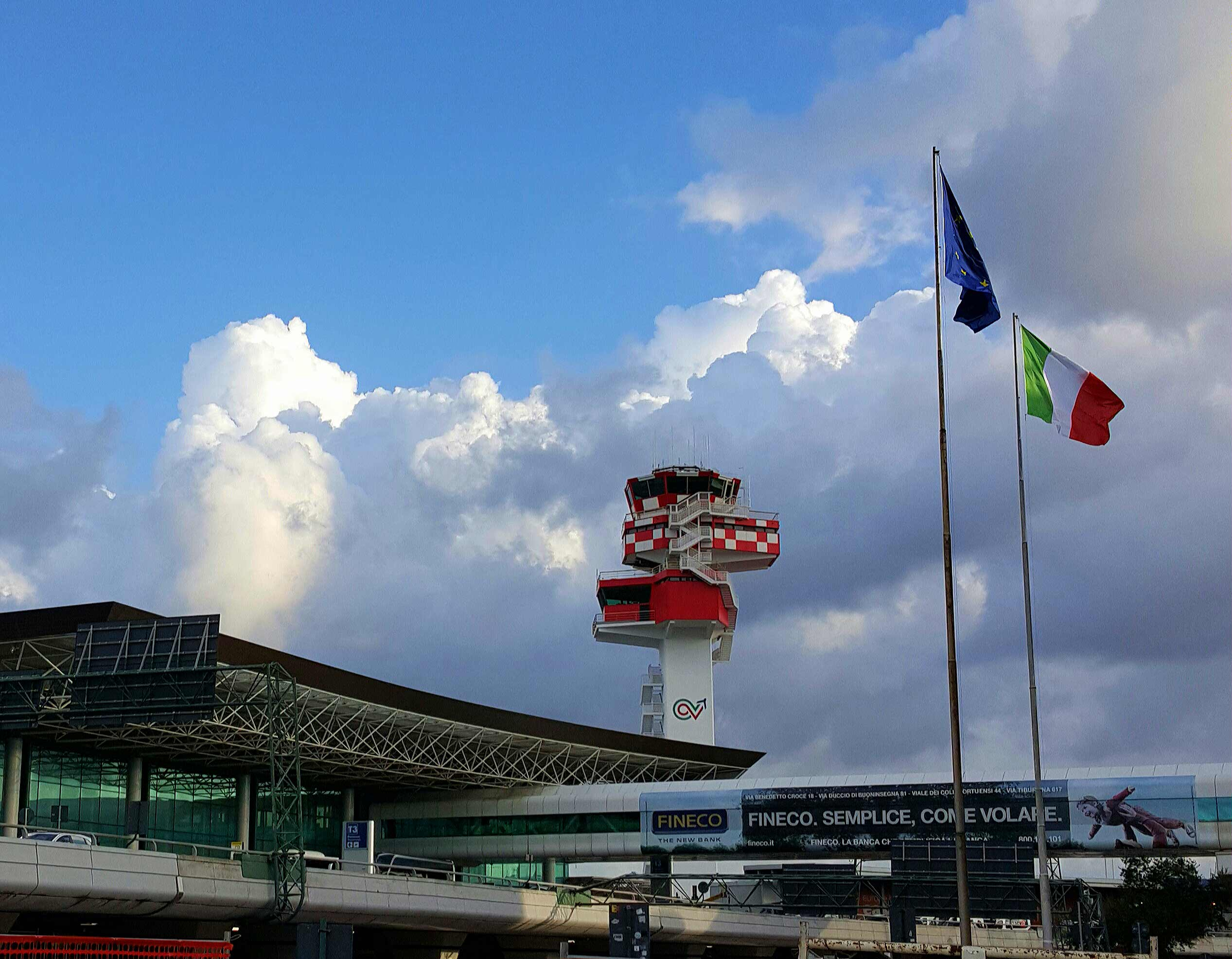
Torre de control del aeropuerto.

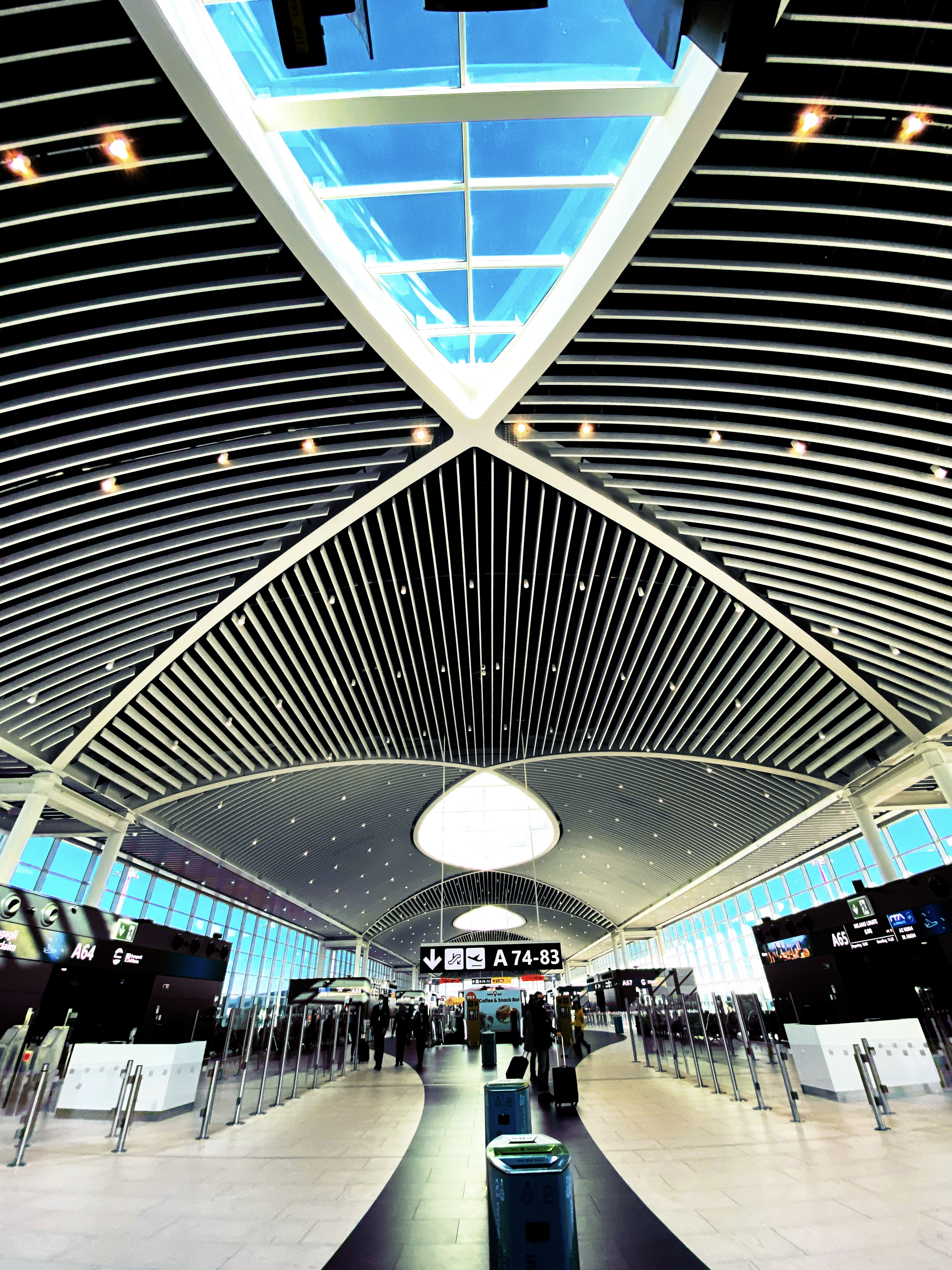
Interior de la Terminal 1.

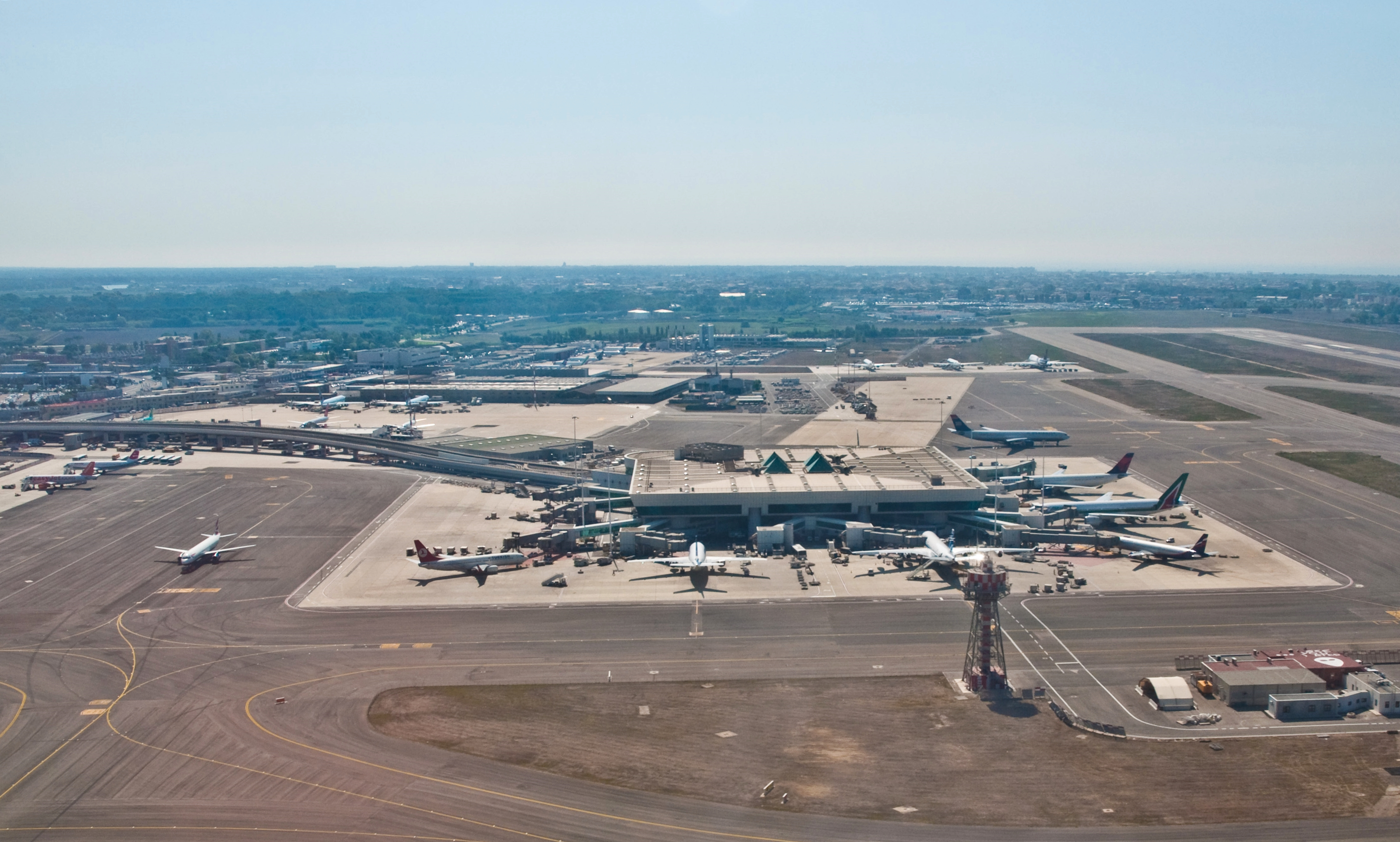
Vista aérea de la Terminal 3.

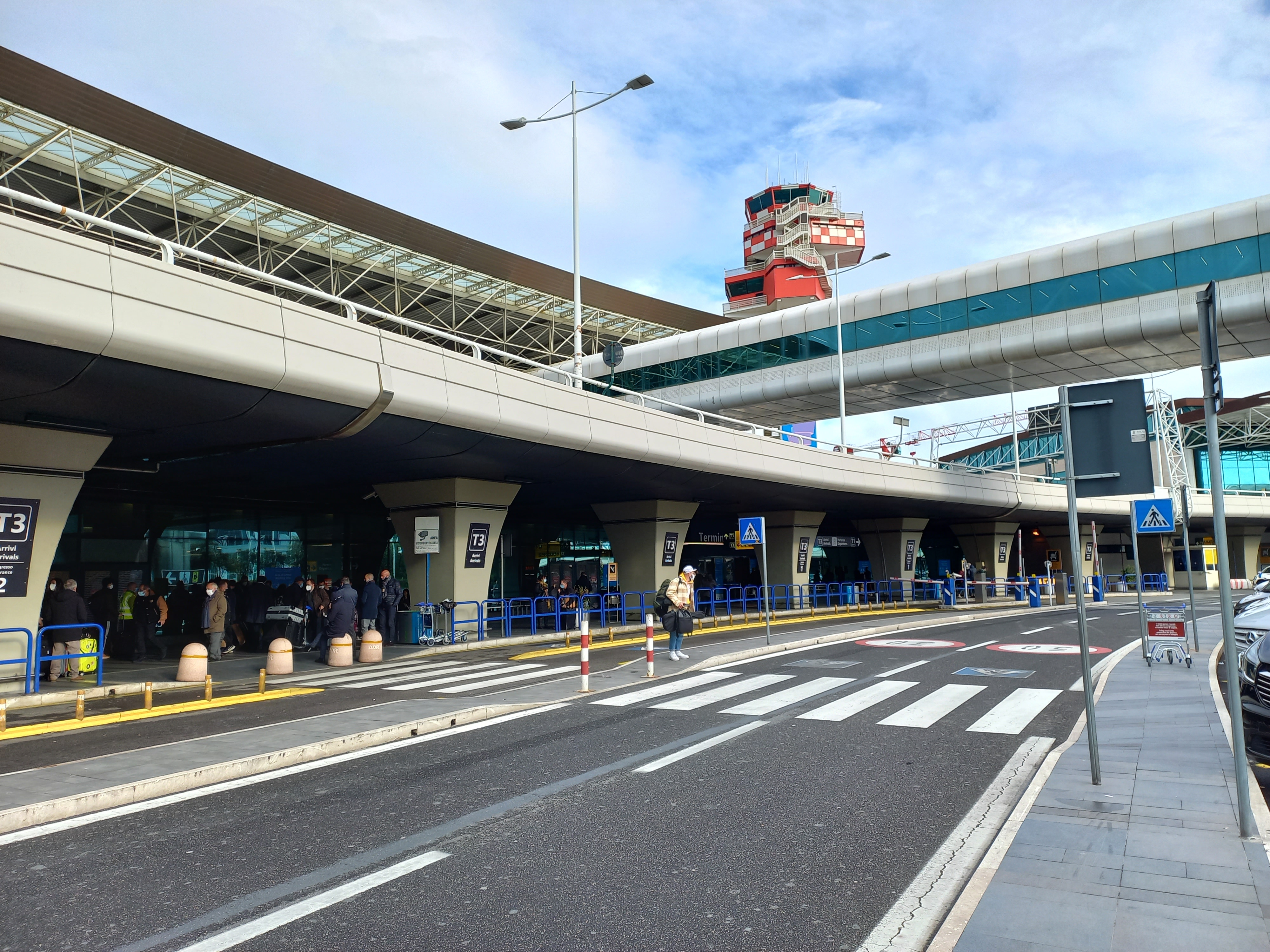
Zona de llenadas de la Terminal 3.

| Bari               | Aeropuerto de Bari-Palese                     | ITA Airways / Ryanair                                                                      |
| Bolonia            | Aeropuerto de Bolonia                         | ITA Airways                                                                                |
| Brindisi           | Aeropuerto de Brindisi                        | ITA Airways / Ryanair                                                                      |
| Cagliari           | Aeropuerto de Cagliari-Elmas                  | AeroItalia                                                                                 |
| Catania            | Aeropuerto de Catania-Fontanarossa            | AeroItalia / ITA Airways / Ryanair                                                         |
| Crotona            | Aeropuerto de Crotona                         | Sky Alps                                                                                   |
| Cúneo              | Aeropuerto Internacional de Cúneo             | Sky Alps                                                                                   |
| Florencia          | Aeropuerto de Florencia                       | ITA Airways                                                                                |
| Génova             | Aeropuerto de Génova                          | ITA Airways                                                                                |
| Lamezia Terme      | Aeropuerto Internacional de Lamezia Terme     | ITA Airways                                                                                |
| Milán              | Aeropuerto de Milán-Linate                    | ITA Airways                                                                                |
| Milán              | Aeropuerto de Milán-Malpensa                  | AeroItalia                                                                                 |
| Nápoles            | Aeropuerto de Nápoles-Capodichino             | ITA Airways                                                                                |
| Olbia              | Aeropuerto de Olbia-Costa Smeralda            | AeroItalia / Volotea                                                                       |
| Palermo            | Aeropuerto de Palermo-Punta Raisi             | AeroItalia (Estacional) / Condor (finalia el 20 de agosto de 2025) / ITA Airways / Ryanair |
| Reggio de Calabria | Aeropuerto de Reggio di Calabria              | ITA Airways                                                                                |
| Trapani            | Aeropuerto de Trapani-Birgi                   | Ryanair                                                                                    |
| Trieste            | Aeropuerto de Trieste - Friuli Venezia Giulia | ITA Airways                                                                                |
| Turín              | Aeropuerto de Turín-Caselle                   | ITA Airways                                                                                |
| Venecia            | Aeropuerto Internacional Marco Polo           | ITA Airways                                                                                |
| Verona             | Aeropuerto de Verona-Villafranca              | Sky Alps                                                                                   |

### Destinos internacionales
| Ciudades por países       | Nombre del aeropuerto                                  | Aerolíneas |        |        |        |
| África                    | África                                                 | África | África | África | África |
| ------------------------- | ------------------------------------------------------ | --- | ------ | ------ | ------ |
| Argelia                   |                                                        | |        |        |        |
| Argel                     | Aeropuerto Internacional de Argel                      | Air Algérie / ITA Airways / Vueling                                                                                 |        |        |        |
| Cabo Verde                |                                                        | |        |        |        |
| Isla de Boa Vista         | Aeropuerto Internacional Aristides Pereira             | Neos |        |        |        |
| Isla de Sal               | Aeropuerto Internacional Amílcar Cabral                | Neos |        |        |        |
| Egipto                    |                                                        | |        |        |        |
| El Cairo                  | Aeropuerto Internacional de El Cairo                   | Egyptair / ITA Airways                                                                                              |        |        |        |
| Marsa Alam                | Aeropuerto Internacional de Marsa Alam                 | Neos / Wizz Air |        |        |        |
| Sharm el-Sheij            | Aeropuerto Internacional de Sharm el-Sheij             | Air Cairo |        |        |        |
| Etiopía                   |                                                        | |        |        |        |
| Adís Abeba                | Aeropuerto Internacional Bole                          | Ethiopian Airlines                                                                                                  |        |        |        |
| Ghana                     |                                                        | |        |        |        |
| Acra                      | Aeropuerto Internacional de Kotoka                     | ITA Airways |        |        |        |
| Libia                     |                                                        | |        |        |        |
| Trípoli                   | Aeropuerto Internacional Mitiga                        | ITA Airways / MedSky Airways                                                                                        |        |        |        |
| Marruecos                 |                                                        | |        |        |        |
| Casablanca                | Aeropuerto Internacional Mohámmed V                    | Royal Air Maroc |        |        |        |
| Fez                       | Aeropuerto de Fez-Saïss                                | Air Arabia Maroc |        |        |        |
| Mauricio                  |                                                        | |        |        |        |
| Port Louis                | Aeropuerto Internacional Sir Seewoosagur Ramgoolam     | ITA Airways (Estacional) (inicia el 7 de noviembre de 2025) / Neos (Estacional)                                     |        |        |        |
| Senegal                   |                                                        | |        |        |        |
| Dakar                     | Aeropuerto Internacional Blaise Diagne                 | ITA Airways / Neos                                                                                                  |        |        |        |
| Túnez                     |                                                        | |        |        |        |
| Túnez                     | Aeropuerto Internacional de Túnez                      | ITA Airways / Tunisair                                                                                              |        |        |        |
| Norteamérica              |                                                        | |        |        |        |
| Canadá                    |                                                        | |        |        |        |
| Calgary                   | Aeropuerto Internacional de Calgary                    | WestJet |        |        |        |
| Montreal                  | Aeropuerto Internacional Pierre Elliott Trudeau        | Air Canada / Air Transat (Estacional)                                                                               |        |        |        |
| Toronto                   | Aeropuerto Internacional Toronto Pearson               | Air Canada / Air Transat (Estacional) / ITA Airways                                                                 |        |        |        |
| Estados Unidos            |                                                        | |        |        |        |
| Atlanta                   | Aeropuerto Internacional Hartsfield-Jackson            | Delta Air Lines |        |        |        |
| Boston                    | Aeropuerto Internacional Logan                         | Delta Air Lines / ITA Airways                                                                                       |        |        |        |
| Charlotte                 | Aeropuerto Internacional de Charlotte-Douglas          | American Airlines (Estacional)                                                                                      |        |        |        |
| Chicago                   | Aeropuerto Internacional O'Hare                        | American Airlines (Estacional) / ITA Airways / United Airlines (Estacional)                                         |        |        |        |
| Dallas                    | Aeropuerto Internacional de Dallas-Fort Worth          | American Airlines                                                                                                   |        |        |        |
| Denver                    | Aeropuerto Internacional de Denver                     | United Airlines (Estacional)                                                                                        |        |        |        |
| Detroit                   | Aeropuerto Internacional de Detroit                    | Delta Air Lines (Estacional)                                                                                        |        |        |        |
| Filadelfia                | Aeropuerto Internacional de Filadelfia                 | American Airlines                                                                                                   |        |        |        |
| Los Ángeles               | Aeropuerto Internacional de Los Ángeles                | ITA Airways / Norse Atlantic Airways (Estacional)                                                                   |        |        |        |
| Miami                     | Aeropuerto Internacional de Miami                      | American Airlines (Estacional) / ITA Airways                                                                        |        |        |        |
| Mineápolis                | Aeropuerto Internacional de Mineápolis-Saint Paul      | Delta Air Lines (Estacional)                                                                                        |        |        |        |
| Newark                    | Aeropuerto Internacional Libertad de Newark            | United Airlines |        |        |        |
| Nueva York                | Aeropuerto Internacional John F. Kennedy               | American Airlines (Estacional) / Delta Air Lines / ITA Airways / Norse Atlantic Airways (Estacional)                |        |        |        |
| San Francisco             | Aeropuerto Internacional de San Francisco              | United Airlines (Estacional)                                                                                        |        |        |        |
| Seattle                   | Aeropuerto Internacional de Seattle-Tacoma             | Delta Air Lines (inicia el 6 de mayo de 2026)                                                                       |        |        |        |
| Washington D. C.          | Aeropuerto Internacional de Washington-Dulles          | United Airlines |        |        |        |
| México                    |                                                        | |        |        |        |
| Cancún                    | Aeropuerto Internacional de Cancún                     | Neos (Estacional)                                                                                                   |        |        |        |
| Ciudad de México          | Aeropuerto Internacional de la Ciudad de México        | Aeroméxico |        |        |        |
| Centroamérica y El Caribe |                                                        | |        |        |        |
| Cuba                      |                                                        | |        |        |        |
| La Habana                 | Aeropuerto Internacional José Martí                    | Neos |        |        |        |
| República Dominicana      |                                                        | |        |        |        |
| La Romana                 | Aeropuerto Internacional de La Romana                  | Neos |        |        |        |
| Sudamérica                |                                                        | |        |        |        |
| Argentina                 |                                                        | |        |        |        |
| Buenos Aires              | Aeropuerto Internacional Ministro Pistarini            | Aerolíneas Argentinas / ITA Airways                                                                                 |        |        |        |
| Brasil                    |                                                        | |        |        |        |
| Río de Janeiro            | Aeropuerto Internacional de Galeão                     | ITA Airways |        |        |        |
| São Paulo                 | Aeropuerto Internacional de São Paulo-Guarulhos        | ITA Airways / LATAM Brasil                                                                                          |        |        |        |
| Asia                      |                                                        | |        |        |        |
| Arabia Saudita            |                                                        | |        |        |        |
| Riad                      | Aeropuerto Internacional Rey Khalid                    | ITA Airways / Saudia                                                                                                |        |        |        |
| Yida                      | Aeropuerto Internacional Rey Abdulaziz                 | ITA Airways / Saudia / Wizz Air                                                                                     |        |        |        |
| Armenia                   |                                                        | |        |        |        |
| Ereván                    | Aeropuerto Internacional de Zvartnots                  | FlyOne Armenia / Wizz Air                                                                                           |        |        |        |
| Azerbaiyán                |                                                        | |        |        |        |
| Bakú                      | Aeropuerto de Bakú                                     | Wizz Air |        |        |        |
| Catar                     |                                                        | |        |        |        |
| Doha                      | Aeropuerto Internacional Hamad                         | Qatar Airways |        |        |        |
| China                     |                                                        | |        |        |        |
| Chongqing                 | Aeropuerto Internacional de Chongqing                  | Hainan Airlines |        |        |        |
| Guangzhou                 | Aeropuerto Internacional de Cantón-Baiyun              | China Southern Airlines                                                                                             |        |        |        |
| Pekín                     | Aeropuerto Internacional de Pekín-Capital              | Air China |        |        |        |
| Shanghái                  | Aeropuerto Internacional Pudong                        | China Eastern Airlines                                                                                              |        |        |        |
| Wenzhou                   | Aeropuerto Internacional de Wenzhou                    | China Eastern Airlines                                                                                              |        |        |        |
| Xi'an                     | Aeropuerto Internacional de Xi'an-Xianyang             | Hainan Airlines |        |        |        |
| Chipre                    |                                                        | |        |        |        |
| Lárnaca                   | Aeropuerto Internacional de Lárnaca                    | Aegean Airlines / Wizz Air                                                                                          |        |        |        |
| Pafos                     | Aeropuerto Internacional de Pafos                      | Ryanair (Estacional)                                                                                                |        |        |        |
| Corea del Sur             |                                                        | |        |        |        |
| Seúl                      | Aeropuerto Internacional de Incheon                    | Asiana Airlines / Korean Air / T'way Air                                                                            |        |        |        |
| EAU                       |                                                        | |        |        |        |
| Abu Dabi                  | Aeropuerto Internacional de Abu Dabi                   | Etihad Airways |        |        |        |
| Dubái                     | Aeropuerto Internacional de Dubái                      | Emirates / ITA Airways                                                                                              |        |        |        |
| India                     |                                                        | |        |        |        |
| Amritsar                  | Aeropuerto Internacional Sri Guru Ram Dass Jee         | Neos / SpiceJet (Estacional)                                                                                        |        |        |        |
| Nueva Delhi               | Aeropuerto Internacional Indira Gandhi                 | ITA Airways |        |        |        |
| Irán                      |                                                        | |        |        |        |
| Teherán                   | Aeropuerto Internacional Imán Jomeini                  | Iran Air / Mahan Air                                                                                                |        |        |        |
| Israel                    |                                                        | |        |        |        |
| Tel Aviv                  | Aeropuerto Internacional Ben Gurión                    | Arkia / El Al / Israir Airlines / ITA Airways (reinicia el 1 de octubre de 2025) / Ryanair / TUS Airways / Wizz Air |        |        |        |
| Hong Kong                 |                                                        | |        |        |        |
| Hong Kong                 | Aeropuerto Internacional de Hong Kong                  | Cathay Pacific (Estacional)                                                                                         |        |        |        |
| Japón                     |                                                        | |        |        |        |
| Tokio                     | Aeropuerto Internacional de Haneda                     | ITA Airways |        |        |        |
| Jordania                  |                                                        | |        |        |        |
| Amán                      | Aeropuerto Internacional Queen Alia                    | Royal Jordanian |        |        |        |
| Kuwait                    |                                                        | |        |        |        |
| Ciudad de Kuwait          | Aeropuerto Internacional de Kuwait                     | ITA Airways / Kuwait Airways                                                                                        |        |        |        |
| Líbano                    |                                                        | |        |        |        |
| Beirut                    | Aeropuerto Internacional de Beirut                     | Middle East Airlines                                                                                                |        |        |        |
| Omán                      |                                                        | |        |        |        |
| Mascate                   | Aeropuerto Internacional de Mascate                    | Oman Air |        |        |        |
| Singapur                  |                                                        | |        |        |        |
| Singapur                  | Aeropuerto Internacional de Singapur                   | Singapore Airlines                                                                                                  |        |        |        |
| Sri Lanka                 |                                                        | |        |        |        |
| Colombo                   | Aeropuerto Internacional Bandaranaike                  | SriLankan Airlines                                                                                                  |        |        |        |
| Tailandia                 |                                                        | |        |        |        |
| Bangkok                   | Aeropuerto Internacional Suvarnabhumi                  | ITA Airways |        |        |        |
| Taiwán                    |                                                        | |        |        |        |
| Taipéi                    | Aeropuerto Internacional de Taiwán Taoyuan             | China Airlines |        |        |        |
| Turquía                   |                                                        | |        |        |        |
| Esmirna                   | Aeropuerto de Esmirna-Adnan Menderes                   | SunExpress (Estacional)                                                                                             |        |        |        |
| Estambul                  | Aeropuerto Internacional de Estambul                   | Turkish Airlines |        |        |        |
| Estambul                  | Aeropuerto Internacional Sabiha Gökçen                 | Pegasus Airlines / Turkish Airlines                                                                                 |        |        |        |
| Uzbekistán                |                                                        | |        |        |        |
| Taskent                   | Aeropuerto Internacional de Taskent                    | Uzbekistan Airways                                                                                                  |        |        |        |
| Urgench                   | Aeropuerto de Urgench                                  | Uzbekistan Airways                                                                                                  |        |        |        |
| Europa                    |                                                        | |        |        |        |
| Albania                   |                                                        | |        |        |        |
| Tirana                    | Aeropuerto Internacional Madre Teresa                  | ITA Airways (Estacional) / Wizz Air                                                                                 |        |        |        |
| Alemania                  |                                                        | |        |        |        |
| Berlín                    | Aeropuerto de Berlín-Brandeburgo Willy Brandt          | easyJet Europe / Ryanair                                                                                            |        |        |        |
| Colonia                   | Aeropuerto de Colonia/Bonn                             | Eurowings |        |        |        |
| Düsseldorf                | Aeropuerto Internacional de Düsseldorf                 | Eurowings / ITA Airways                                                                                             |        |        |        |
| Fráncfort                 | Aeropuerto de Fráncfort del Meno                       | Condor / easyJet Europe / ITA Airways / Lufthansa                                                                   |        |        |        |
| Hamburgo                  | Aeropuerto de Hamburgo                                 | easyJet Europe / Eurowings                                                                                          |        |        |        |
| Memmingerberg             | Aeropuerto de Memmingen                                | Ryanair / Wizz Air                                                                                                  |        |        |        |
| Múnich                    | Aeropuerto Internacional de Múnich                     | easyJet Europe / ITA Airways / Lufthansa                                                                            |        |        |        |
| Núremberg                 | Aeropuerto de Núremberg                                | Eurowings (Estacional)                                                                                              |        |        |        |
| Stuttgart                 | Aeropuerto de Stuttgart                                | Eurowings |        |        |        |
| Austria                   |                                                        | |        |        |        |
| Viena                     | Aeropuerto de Viena                                    | Austrian Airlines / Ryanair                                                                                         |        |        |        |
| Azerbaiyán                |                                                        | |        |        |        |
| Bakú                      | Aeropuerto Internacional Heydar Aliyev                 | Azerbaijan Airlines                                                                                                 |        |        |        |
| Bélgica                   |                                                        | |        |        |        |
| Bruselas                  | Aeropuerto de Bruselas-National                        | Brussels Airlines / easyJet Europe / ITA Airways / Ryanair                                                          |        |        |        |
| Charleroi                 | Aeropuerto de Charleroi Bruselas-Sur                   | Ryanair |        |        |        |
| Bosnia y Herzegovina      |                                                        | |        |        |        |
| Sarajevo                  | Aeropuerto Internacional de Sarajevo                   | Wizz Air (Estacional)                                                                                               |        |        |        |
| Mostar                    | Aeropuerto de Mostar                                   | Sky Alps (Estacional)                                                                                               |        |        |        |
| Bulgaria                  |                                                        | |        |        |        |
| Sofía                     | Aeropuerto de Sofía                                    | Bulgaria Air / ITA Airways (Estacional)                                                                             |        |        |        |
| Croacia                   |                                                        | |        |        |        |
| Dubrovnik                 | Aeropuerto de Dubrovnik                                | Croatia Airlines (Estacional) / Ryanair (Estacional) / Vueling (Estacional)                                         |        |        |        |
| Split                     | Aeropuerto de Split                                    | Croatia Airlines |        |        |        |
| Zagreb                    | Aeropuerto de Zagreb-Pleso                             | Croatia Airlines |        |        |        |
| Zadar                     | Aeropuerto de Zadar                                    | Ryanair (Estacional)                                                                                                |        |        |        |
| Dinamarca                 |                                                        | |        |        |        |
| Copenhague                | Aeropuerto de Copenhague-Kastrup                       | Norwegian Air Shuttle / Ryanair / Scandinavian Airlines                                                             |        |        |        |
| España                    |                                                        | |        |        |        |
| Alicante                  | Aeropuerto de Alicante-Elche                           | Ryanair / Vueling / Wizz Air                                                                                        |        |        |        |
| Asturias                  | Aeropuerto de Asturias                                 | Ryanair |        |        |        |
| Barcelona                 | Aeropuerto Josep Tarradellas Barcelona-El Prat         | ITA Airways / Ryanair / Vueling                                                                                     |        |        |        |
| Bilbao                    | Aeropuerto de Bilbao                                   | Volotea (Estacional) / Vueling (Estacional) / Wizz Air                                                              |        |        |        |
| Castellón                 | Aeropuerto de Castellón-Costa Azahar                   | Wizz Air |        |        |        |
| Fuerteventura             | Aeropuerto de Fuerteventura                            | Neos / Ryanair |        |        |        |
| Gran Canaria              | Aeropuerto de Gran Canaria                             | Ryanair / Wizz Air                                                                                                  |        |        |        |
| Ibiza                     | Aeropuerto de Ibiza                                    | AeroItalia (Estacional) / ITA Airways / Ryanair (Estacional) / Vueling (Estacional) / Wizz Air (Estacional)         |        |        |        |
| Lanzarote                 | Aeropuerto César Manrique-Lanzarote                    | Ryanair |        |        |        |
| Madrid                    | Aeropuerto Adolfo Suárez Madrid-Barajas                | Air Europa / Iberia / ITA Airways / Ryanair / Wizz Air                                                              |        |        |        |
| Santander                 | Aeropuerto Seve Ballesteros-Santander                  | Ryanair |        |        |        |
| Sevilla                   | Aeropuerto de Sevilla                                  | Ryanair / Vueling / Wizz Air                                                                                        |        |        |        |
| Tenerife                  | Aeropuerto de Tenerife Sur                             | Neos / Ryanair / Wizz Air                                                                                           |        |        |        |
| Zaragoza                  | Aeropuerto de Zaragoza                                 | Wizz Air |        |        |        |
| Finlandia                 |                                                        | |        |        |        |
| Helsinki                  | Aeropuerto de Helsinki-Vantaa                          | Finnair |        |        |        |
| Francia                   |                                                        | |        |        |        |
| Brest                     | Aeropuerto de Brest-Bretagne                           | Volotea (Estacional)                                                                                                |        |        |        |
| Burdeos                   | Aeropuerto de Burdeos-Mérignac                         | easyJet Europe / Volotea                                                                                            |        |        |        |
| Estrasburgo               | Aeropuerto de Estrasburgo                              | easyJet Europe (inicia el 28 de noviembre de 2025) / Volotea                                                        |        |        |        |
| Lille                     | Aeropuerto de Lille-Lesquin                            | Volotea |        |        |        |
| Lourdes                   | Aeropuerto de Tarbes-Lourdes-Pirineos                  | Volotea (Estacional)                                                                                                |        |        |        |
| Lyon                      | Aeropuerto de Lyon-Saint Exupéry                       | easyJet Europe |        |        |        |
| Marsella                  | Aeropuerto de Marsella-Provenza                        | Ryanair |        |        |        |
| Nantes                    | Aeropuerto de Nantes Atlantique                        | easyJet Europe / Transavia France / Volotea                                                                         |        |        |        |
| Niza                      | Aeropuerto Internacional Niza Costa Azul               | easyJet Europe / ITA Airways / Wizz Air                                                                             |        |        |        |
| París                     | Aeropuerto de París-Charles de Gaulle                  | Air France / ITA Airways / Vueling                                                                                  |        |        |        |
| París                     | Aeropuerto de París-Orly                               | easyJet Europe / Transavia France / Vueling / Wizz Air                                                              |        |        |        |
| Toulouse                  | Aeropuerto de Toulouse-Blagnac                         | Ryanair (Estacional)                                                                                                |        |        |        |
| Georgia                   |                                                        | |        |        |        |
| Kutaisi                   | Aeropuerto de Kopitnari                                | Wizz Air |        |        |        |
| Tiflis                    | Aeropuerto Internacional de Tiflis                     | Georgian Airways |        |        |        |
| Grecia                    |                                                        | |        |        |        |
| Atenas                    | Aeropuerto Internacional Eleftherios Venizelos         | Aegean Airlines / ITA Airways / Ryanair / Sky Express                                                               |        |        |        |
| Corfú                     | Aeropuerto Internacional de Corfú-Ioannis Kapodistrias | ITA Airways (Estacional) / Ryanair (Estacional) / Wizz Air (Estacional)                                             |        |        |        |
| Rodas                     | Aeropuerto Internacional de Rodas-Diágoras             | ITA Airways (Estacional) / Neos (Estacional) / Ryanair (Estacional)                                                 |        |        |        |
| Salónica                  | Aeropuerto Internacional Macedonia                     | Aegean Airlines / Ryanair                                                                                           |        |        |        |
| Zacinto                   | Aeropuerto Internacional de Zante                      | ITA Airways (Estacional) / Ryanair (Estacional) / Wizz Air (Estacional)                                             |        |        |        |
| Hungría                   |                                                        | |        |        |        |
| Budapest                  | Aeropuerto de Budapest-Ferenc Liszt                    | Wizz Air |        |        |        |
| Irlanda                   |                                                        | |        |        |        |
| Dublín                    | Aeropuerto de Dublín                                   | Aer Lingus / Ryanair                                                                                                |        |        |        |
| Letonia                   |                                                        | |        |        |        |
| Riga                      | Aeropuerto Internacional de Riga                       | AirBaltic / Ryanair                                                                                                 |        |        |        |
| Luxemburgo                |                                                        | |        |        |        |
| Ciudad de Luxemburgo      | Aeropuerto de Luxemburgo                               | Luxair / Wizz Air                                                                                                   |        |        |        |
| Montenegro                |                                                        | |        |        |        |
| Podgorica                 | Aeropuerto de Podgorica                                | Air Montenegro |        |        |        |
| Malta                     |                                                        | |        |        |        |
| Malta                     | Aeropuerto Internacional de Malta                      | ITA Airways / KM Malta Airlines                                                                                     |        |        |        |
| Moldavia                  |                                                        | |        |        |        |
| Chisináu                  | Aeropuerto Internacional de Chisináu                   | FlyOne / HiSky / Wizz Air                                                                                           |        |        |        |
| Noruega                   |                                                        | |        |        |        |
| Oslo                      | Aeropuerto de Oslo-Gardermoen                          | Norwegian Air Shuttle / Scandinavian Airlines (Estacional)                                                          |        |        |        |
| Países Bajos              |                                                        | |        |        |        |
| Ámsterdam                 | Aeropuerto de Ámsterdam-Schiphol                       | ITA Airways / KLM / Vueling                                                                                         |        |        |        |
| Róterdam                  | Aeropuerto de Róterdam                                 | Transavia |        |        |        |
| Polonia                   |                                                        | |        |        |        |
| Breslavia                 | Aeropuerto de Breslavia-Copérnico                      | Ryanair |        |        |        |
| Gdansk                    | Aeropuerto de Gdańsk-Lech Wałęsa                       | Ryanair / Wizz Air                                                                                                  |        |        |        |
| Katowice                  | Aeropuerto Internacional de Katowice                   | Ryanair |        |        |        |
| Lublin                    | Aeropuerto de Lublin                                   | AeroItalia |        |        |        |
| Poznan                    | Aeropuerto de Poznan-Ławica (Polonia)                  | Wizz Air |        |        |        |
| Varsovia                  | Aeropuerto de Varsovia-Frédéric Chopin                 | LOT Polish Airlines / Wizz Air                                                                                      |        |        |        |
| Varsovia                  | Aeropuerto de Varsovia-Radom                           | LOT Polish Airlines                                                                                                 |        |        |        |
| Portugal                  |                                                        | |        |        |        |
| Funchal                   | Aeropuerto de Madeira                                  | Wizz Air |        |        |        |
| Oporto                    | Aeropuerto de Oporto-Francisco Sá Carneiro             | Ryanair / Wizz Air                                                                                                  |        |        |        |
| Lisboa                    | Aeropuerto de Lisboa                                   | Ryanair / TAP Air Portugal / Wizz Air                                                                               |        |        |        |
| Reino Unido               |                                                        | |        |        |        |
| Birmingham                | Aeropuerto Internacional de Birmingham                 | Jet2.com / Wizz Air                                                                                                 |        |        |        |
| Brístol                   | Aeropuerto Internacional de Brístol                    | easyJet |        |        |        |
| Edimburgo                 | Aeropuerto de Edimburgo                                | Jet2.com |        |        |        |
| Glasgow                   | Aeropuerto Internacional de Glasgow                    | Jet2.com |        |        |        |
| Leeds                     | Aeropuerto Internacional de Leeds Bradford             | Jet2.com |        |        |        |
| Londres                   | Aeropuerto de Londres-Gatwick                          | easyJet / ITA Airways / Vueling / Wizz Air (finaliza el 25 de octubre de 2025)                                      |        |        |        |
| Londres                   | Aeropuerto de Londres-Heathrow                         | British Airways / ITA Airways                                                                                       |        |        |        |
| Londres                   | Aeropuerto de Londres-Luton                            | Wizz Air (inicia el 26 de octubre de 2025)                                                                          |        |        |        |
| Londres                   | Aeropuerto de Londres-Stansted                         | Jet2.com |        |        |        |
| Mánchester                | Aeropuerto de Mánchester                               | easyJet / Jet2.com                                                                                                  |        |        |        |
| Newcastle upon Tyne       | Aeropuerto de Newcastle upon Tyne                      | Jet2.com |        |        |        |
| República Checa           |                                                        | |        |        |        |
| Brno                      | Aeropuerto de Brno-Tuřany                              | AeroItalia |        |        |        |
| Praga                     | Aeropuerto Internacional de Ruzyně                     | Eurowings / Smartwings (inicia el 23 de octubre de 2025) / Wizz Air                                                 |        |        |        |
| Rumania                   |                                                        | |        |        |        |
| Bacău                     | Aeropuerto Internacional George Enescu                 | AeroItalia (Estacional) / Dan Air / Wizz Air                                                                        |        |        |        |
| Bucarest                  | Aeropuerto Internacional de Bucarest-Henri Coandă      | AeroItalia (Estacional) / TAROM / Wizz Air                                                                          |        |        |        |
| Iași                      | Aeropuerto Internacional de Iași                       | Wizz Air |        |        |        |
| Sibiu                     | Aeropuerto Internacional de Sibiu                      | Wizz Air |        |        |        |
| Serbia                    |                                                        | |        |        |        |
| Belgrado                  | Aeropuerto de Belgrado-Nikola Tesla                    | Air Serbia |        |        |        |
| Nis                       | Aeropuerto Constantino el Grande de Nis                | Air Serbia |        |        |        |
| Suecia                    |                                                        | |        |        |        |
| Estocolmo                 | Aeropuerto de Estocolmo-Arlanda                        | Eurowings / Norwegian Air Shuttle / Ryanair / Scandinavian Airlines                                                 |        |        |        |
| Suiza Francia Alemania    |                                                        | |        |        |        |
| Basilea/Mulhouse/Friburgo | Aeropuerto de Basilea-Mulhouse-Friburgo                | easyJet Switzerland                                                                                                 |        |        |        |
| Suiza                     |                                                        | |        |        |        |
| Ginebra                   | Aeropuerto Internacional de Ginebra                    | ITA Airways / Vueling                                                                                               |        |        |        |
| Zúrich                    | Aeropuerto Internacional de Zúrich                     | easyJet Europe / ITA Airways / Swiss                                                                                |        |        |        |

## Transporte terrestre

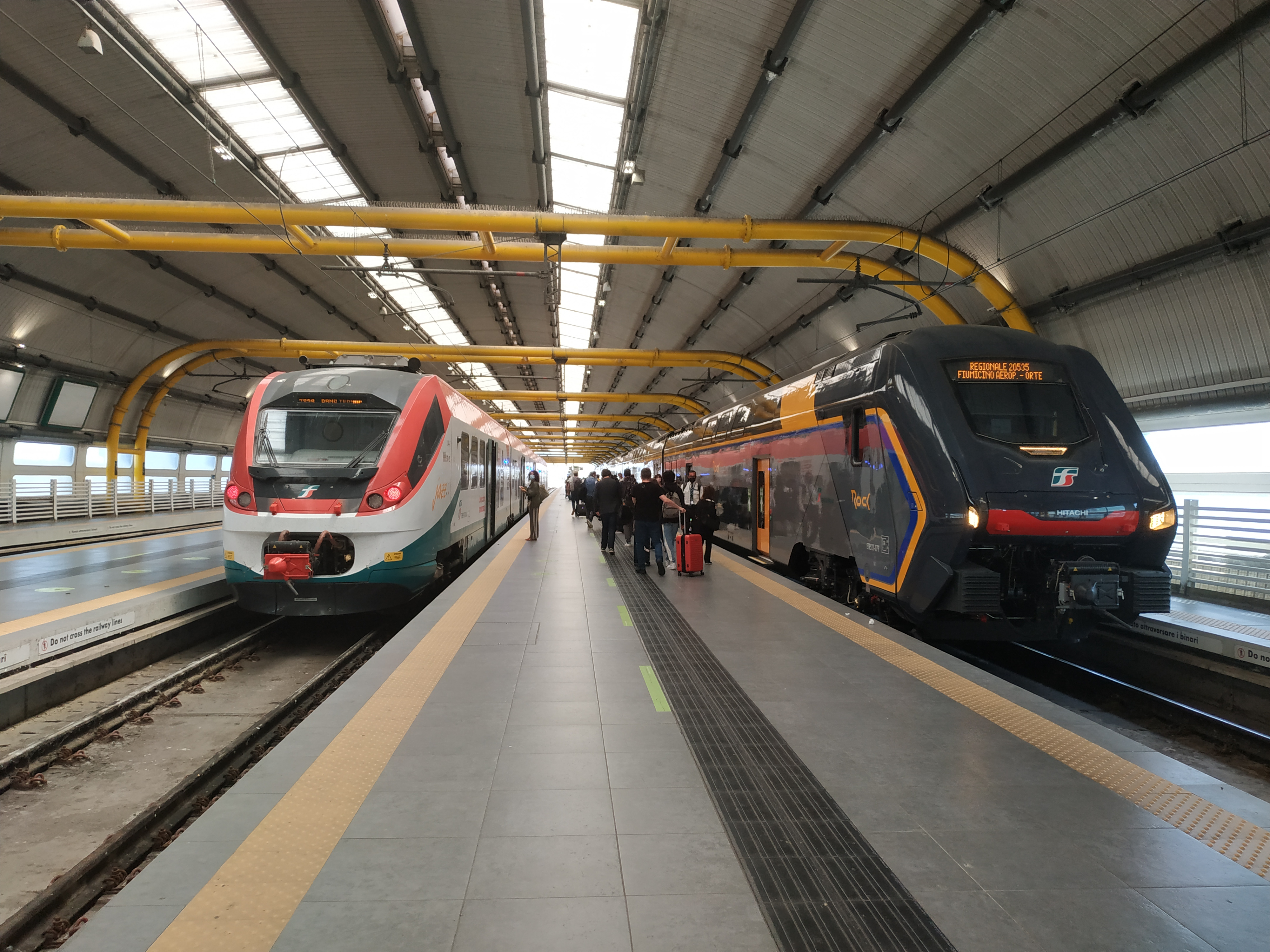
Estación Fiumicino Aeroporto terminal de la línea suburbana FL1 y del Leonardo Express

Servicio ferroviario suburbano

### Medios de comunicación
El Aeropuerto Intercontinental Leonardo da Vinci se encuentra ubicado a 34 kilómetros (21 millas) del centro histórico de Roma. 
El servicio de trenes está disponible en la terminal. Los trenes Leonardo Express prestan un servicio directo sin paradas a la Estación Termini de Roma con una frecuencia de cuatro servicios por hora; los trenes locales salen cada 15 minutos y paran en todas las estaciones entre el aeropuerto y el centro de la ciudad.

### Asistencia en tierra
Los servicios de manejo en tierra de aeronaves fueron prestados por Aeroporti di Roma hasta 1999, cuando el mismo creó Aeroporti di Roma Handling (para prestar servicios a todas las aerolíneas excepto Alitalia, la cual continuó recibiendo los servicios de la propia Aeroporti di Roma). Alitalia ofrecía asistencia al pasajero incluso antes de 1999, pero en el 2001 Alitalia creó Alitalia Airport e inició la provisión del servicio de manejo en tierra de aeronaves para sí misma y para terceros. Air One creó EAS y también se sumó como prestador de servicios terciarizados. Aeroporti di Roma Handling sigue siendo el mayor prestador en términos de aerolíneas, pero Alitalia Airport es el mayor prestador en términos de aeronaves ya que Alitalia opera el 50% de los vuelos de Fiumicino. También hay algunas empresas que prestan únicamente el servicio de asistencia al viajero: ARE Group, Globeground Italia e ICTS Italia. La desregulación del manejo en tierra de aeronaves ha traído confusión en el sentido de que es difícil determinar los alcances de cada prestador y ha significado una reducción en el nivel del servicio, especialmente en la transferencia de equipajes.
El 2 de mayo de 2006 el manejo de pasajeros de la aerolínea Meridiana fue transferido a Alitalia Airport y lo mismo sucederá con el personal de rampa, aunque se espera que sea para febrero de 2007 (desde Aeroporti di Roma Handling).
En mayo de 2006, el Ente Nacional de Aviación Civil de Italia eliminó la limitación de tres operadores que existía en los servicios de manejo de rampas en el Aeropuerto Intercontinental Leonardo da Vinci. Aviapartner y ARE Group anunciaron que van a formar una nueva compañía denominada Aviapartner (con una distribución accionaria de 51% para Aviapartner y 49% para el ARE Group) con el objeto de prestar servicio en el Aeropuerto Internacional de Malpensa de Milán y en el Aeropuerto Intercontinental Leonardo da Vinci.
En noviembre de 2006 Aeroporti di Roma Handling fue vendida a Flightcare (propiedad de la compañía española FCC), un miembro de Aviance.

## Servicios de seguridad
La seguridad del aeropuerto fue transferida desde la Policía del Estado a Aeroporti di Roma en el 2000. Aeroporti di Roma creó Airport Security (el 100% bajo su control) para proveer estos servicios, así como servicios de seguridad para aerolíneas (compitiendo con otras compañías de seguridad como IVRI). La seguridad del aeropuerto es supervisada por la Policía del Estado, la Guardia di Finanza (policía aduanera), el Ente Nacional de Aviación Civil y Aeroporti di Roma.

## Incidentes y accidentes
- El 17 de diciembre de 1973, el vuelo 110 de Pan American World Airways fue atacado por terroristas palestinos. 34 pasajeros fueron asesinados cuando bombas de fósforo fueron arrojadas sobre el Boeing 707, que se preparaba para partir hacia Beirut, en el Líbano.
- El 27 de diciembre de 1985, a las 0815 GMT, cuatro hombres armados se acercaron al mostrador de la aerolínea El Al y abrieron fuego con rifles de asalto y granadas. Como resultado de este ataque 16 personas fueron asesinadas y otras 99 resultaron heridas, antes de que tres de los atacantes murieran. El restante fue capturado por la policía.
- El 2 de abril de 1986, el vuelo 840 de Trans World Airlines, el cual estaba viajando desde el Aeropuerto Intercontinental Leonardo da Vinci al Aeropuerto Internacional de Hellinikon (demolido y reemplazado por el Aeropuerto Internacional Eleftherios Venizelos) en Atenas, Grecia sufrió la explosión de una bomba en su interior, que lanzó al aire a cuatro personas y provocó sus muertes. El avión aterrizó luego sin problemas.
- El 17 de octubre de 1988, el vuelo 775 de Uganda Airlines, el cual realizaba el trayecto desde el Aeropuerto de Gatwick de Londres a Entebbe con escala en el Aeropuerto Intercontinental Leonardo da Vinci, se estrelló cerca de la pista de aterrizaje luego de dos intentos de aproximación. 26 de los 45 pasajeros y los 7 miembros del personal de a bordo murieron.
- El 7 de septiembre de 2005, un Boeing 737-800 de Ryanair realizó una aproximación al aeropuerto en malas condiciones climáticas. Durante la desestabilizada aproximación, el copiloto tuvo que intervenir para iniciar una tardía maniobra de motor y al aire, luego de la cual los pilotos decidieron desviarse a Pescara.[22]
- El 7 de mayo de 2015, el aeropuerto sufrió un incendio en la terminal 3 a causa de un cortocircuito. No hubo heridos pero sí muchos vuelos cancelados.

## Aeropuertos cercanos
Los aeropuertos más cercanos son:
- Aeropuerto de Roma-Ciampino (29 km)
- Aeropuerto de Perugia (146 km)
- Aeropuerto de Pescara-Abruzzo (175 km)
- Aeropuerto de Marina di Campo (196 km)
- Aeropuerto de Nápoles-Capodichino (199 km)